# Otto Roelen

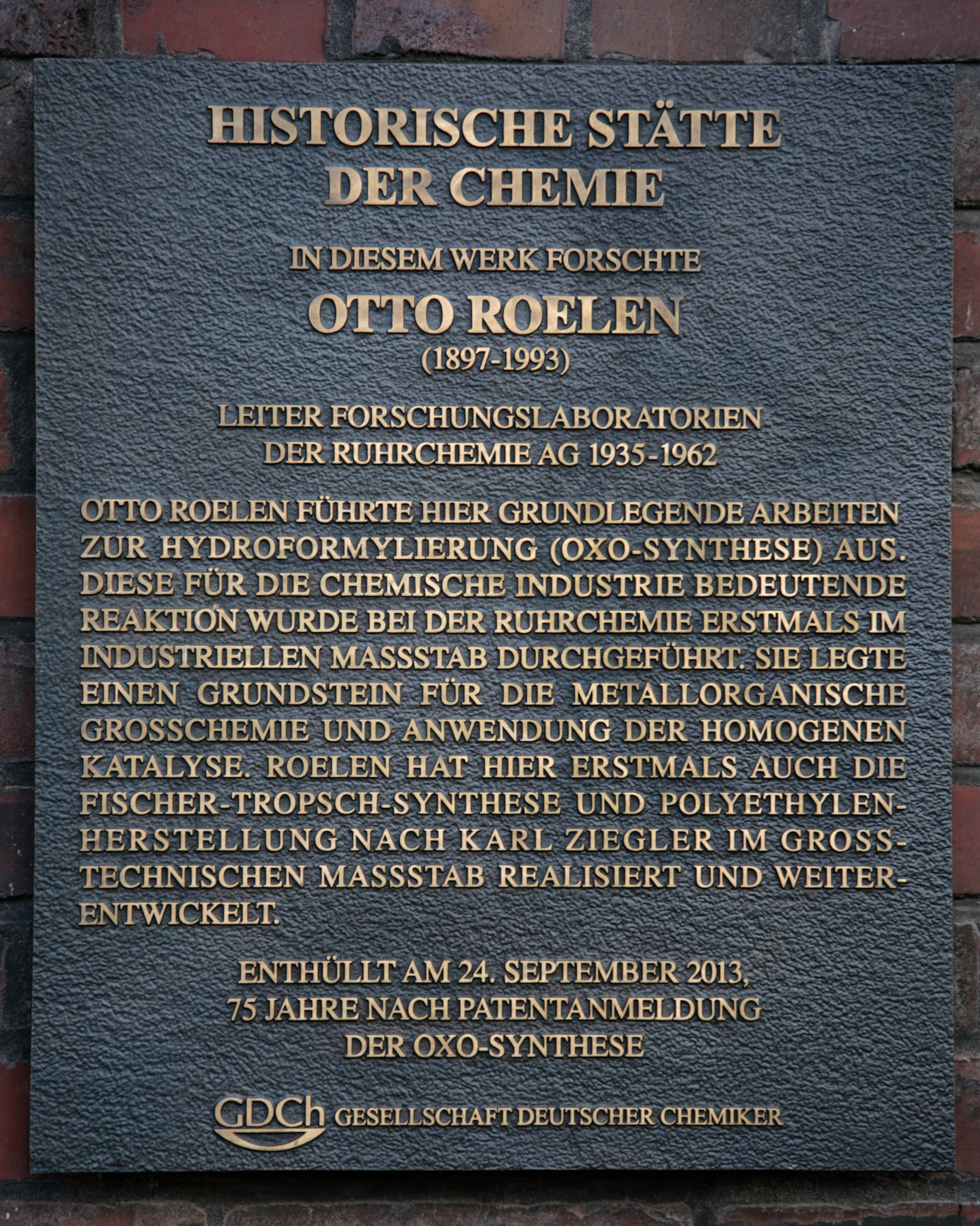
Targa commemorativa del GDCh-Gedenktafel

Otto Roelen (Mülheim an der Ruhr, 22 marzo 1897 – Bad Honnef, 30 gennaio 1993) è stato un chimico tedesco.

## Biografia
Roelen è nato a Mülheim, in Germania; ha studiato chimica e si è laureato nel 1922 all'Università di Stoccarda.  
Dal 1922 ha lavorato con Franz Fischer e Hans Tropsch all'Istituto Kaiser Wilhelm per la ricerca sul carbone. Ha sviluppato l'idroformilazione  (nota anche come la "oxosintesi") per la sintesi industriale che da un alchene, monossido di carbonio ed idrogeno porta ad un'aldeide.
Roelen, durante la seconda guerra mondiale, era un dirigente della Ruhrchemie e, dopo la guerra, trasmise dettagliatamente tutto il know-how relativo alla oxosintesi al British Department of Scientific and Industrial Reasearch.
Nel 1963 gli è stato conferito il premio Adolf von Baeyer  dalla Gesellschaft Deutscher Chemiker.  DECHEMA gli ha intitolato un premio (Premio Otto Roelen). 
Roelen scomparve a Bad Honnef in Germania all'età di 95 anni.